# Adobe Acrobat
Adobe Acrobat é um software desenvolvido pela Adobe, que permite a conversão de documentos de diversos formatos em um arquivo de formato PDF (Portable Document Format). O Software Adobe Acrobat proporciona a capacidade de converter o documento de maneira fiel ao original independente do seu conteúdo. Para visualizar estes tipos de documentos, a Adobe disponibiliza gratuitamente o software para leitura (Adobe Reader) independente do sistema operacional e dispositivo (hardware).
Está disponivel em quatro edições:
- Adobe Acrobat Elements, para quem apenas pretenda transformar documentos de outros formatos em documentos PDF;
- Adobe Acrobat Standard, para quem faça documentos PDF a partir do scanner;
- Adobe Acrobat Professional, para quem pretenda fazer formulários a partir do programa da suite Adobe Designer;
- Adobe Acrobat 3D, para quem pretenda fazer documentos com imagens em 3D.

As edições estão ordenadas da mais básica, em cima, para a mais avançada, em baixo. Todas as versões abaixo de uma outra têm as funcionalidades que a acima tem e outras.

## Formatos de arquivo suportados
A tabela abaixo contém alguns dos formatos de arquivo suportados que podem ser abertos ou acessados no Adobe Acrobat.
| File format                              | Extension               |
| ---------------------------------------- | ----------------------- |
| Acrobat Data File                        | ACRODATA                |
| Acrobat Forms Data Format                | FDF                     |
| Adobe Illustrator File                   | AI                      |
| Acrobat Index File                       | PDX                     |
| Acrobat Job Definition File              | JDF                     |
| Acrobat Language Plug-in                 | LNG                     |
| Acrobat MIME Encoded Job Definition File | MJD                     |
| Acrobat Plug-in                          | ACROPLUGIN              |
| Acrobat Plug-in                          | API                     |
| Acrobat Security Settings File           | ACROBATSECURITYSETTINGS |
| Acrobat Sequence File                    | SEQU                    |
| Acrobat XFDF File                        | XFDF                    |
| Adobe Color Separations Table            | AST                     |
| Adobe Dictionary Data File               | ENV                     |
| Adobe Joboptions File                    | JOBOPTIONS              |
| Adobe Linguistic Library Data File       | LEX                     |
| Adobe MARS File                          | MARS                    |
| Adobe Portable Document Format File      | PDF                     |
| Adobe Profile File                       | APF                     |
| Apple QuickTime Movie                    | MOV                     |
| Design Web Format File                   | DWF                     |
| Drawing Exchange Format File             | DXF                     |
| Encapsulated PostScript Format File      | EPSF                    |
| Flash MP4 Video File                     | F4V                     |
| Flash Video File                         | FLV                     |
| Hypertext Markup Language                | HTM, HTML               |
| iTunes Video File                        | M4V                     |
| Plain Text File                          | TXT                     |
| PostScript File                          | PS                      |
| PostScript Image Data File               | PSID                    |
| Product Representation Compact File      | PRC                     |
| Shockwave Flash Movie                    | SWF                     |
| Universal 3D File                        | U3D                     |
| XML Data Package                         | XDP                     |
| XML Paper Specification File             | XPS                     |

## Segurança
Uma lista abrangente de boletins de segurança para a maioria dos produtos da Adobe e suas versões relacionadas é publicada em sua página de Boletins de segurança e avisos e em outros locais relacionados. Em particular, o histórico detalhado de atualizações de segurança para todas as versões do Adobe Acrobat foi tornado público.
Desde a versão 3.02 em diante, o Acrobat Reader inclui suporte para JavaScript. Essa funcionalidade permite que o criador de um documento PDF inclua código que é executado quando o documento é lido. Arquivos PDF maliciosos que tentam explorar vulnerabilidades de segurança podem ser vinculados a páginas da web ou distribuídos como anexos de e-mail. Embora o JavaScript seja projetado sem acesso direto ao sistema de arquivos para torná-lo "seguro", foram relatadas vulnerabilidades devido a abusos, como a distribuição de código malicioso por meio de programas Acrobat. Aplicações da Adobe já haviam se tornado os alvos mais populares de ataques a software cliente durante o último trimestre de 2009. A McAfee previu que o software da Adobe, especialmente o Reader e o Flash, seria o principal alvo de ataques de software no ano de 2010.

### Aviso de setembro de 2006
Em 13 de setembro de 2006, David Kierznowski forneceu arquivos PDF de exemplo ilustrando vulnerabilidades de JavaScript. Desde pelo menos a versão 6, o JavaScript pode ser desativado usando o menu de preferências e URLs incorporados que são iniciados são interceptados por uma caixa de diálogo de aviso de segurança para permitir ou bloquear o site de ativação.

### Aviso de fevereiro de 2009
Em 19 de fevereiro de 2009, a Adobe lançou um Boletim de Segurança anunciando vulnerabilidades de JavaScript nas versões 9 e anteriores do Adobe Reader e Acrobat. Como solução alternativa para esse problema, o US-CERT recomendou desativar o JavaScript nos produtos Adobe afetados, cancelar a integração com o Windows shell e navegadores da web (enquanto realizam uma versão estendida de desintegração para o Internet Explorer), desativar os serviços de indexação da Adobe e evitar todos os arquivos PDF de fontes externas.

### Aviso de fevereiro de 2013
A Adobe identificou vulnerabilidades críticas no Adobe Reader e Acrobat XI (11.0.01 e anteriores) para Windows e Macintosh, nas versões 9.5.3 e anteriores das versões 9.x. Essas vulnerabilidades podem fazer com que o aplicativo falhe e, potencialmente, permitir que um invasor assuma o controle do sistema afetado. Houve relatos de exploração dessas vulnerabilidades para enganar usuários do Windows a clicar em um arquivo PDF malicioso entregue em uma mensagem de e-mail. A Adobe recomendou que os usuários atualizassem suas instalações do produto.

### Aviso de janeiro de 2016
A Adobe lançou atualizações de segurança para o Adobe Acrobat e Reader para Windows e Macintosh. Essas atualizações abordam vulnerabilidades críticas que poderiam potencialmente permitir que um invasor assumisse o controle do sistema afetado.